# Formula di Cauchy-Binet
In matematica, e più precisamente in algebra lineare, la formula di Cauchy-Binet è un risultato che generalizza il teorema di Binet, consentendo di calcolare il determinante del prodotto di due matrici tali per cui il numero di colonne della prima è uguale al numero di righe della seconda e il numero di colonne della seconda è uguale al numero di righe della prima.
La formula è valida per matrici con valori in un qualsiasi anello commutativo.

## Enunciato
Siano {\displaystyle A} e {\displaystyle B} due matrici rispettivamente di tipo {\displaystyle m\times n} e {\displaystyle n\times m}. Il loro prodotto {\displaystyle AB} è quindi una matrice quadrata {\displaystyle m\times m}.
La formula di Cauchy-Binet esprime il determinante di {\displaystyle AB} come:
{\displaystyle \det(AB)=\sum _{S}\det(A_{S})\det(B_{S}),}
dove {\displaystyle S} varia fra i sottoinsiemi con {\displaystyle m} elementi dell'insieme {\displaystyle \{1,\ldots ,n\}}. Per ogni {\displaystyle S}, la matrice {\displaystyle A_{S}} è la sottomatrice quadrata di ordine {\displaystyle m\times m} ottenuta da {\displaystyle A} prendendo solo le colonne i cui indici appartengono a {\displaystyle S}. Analogamente, {\displaystyle B_{S}} è la sottomatrice quadrata di ordine {\displaystyle m\times m} ottenuta da {\displaystyle B} prendendo solo le righe i cui indici appartengono a {\displaystyle S}.

## Proprietà
- Nel caso in cui {\displaystyle m=n}, la somma si effettua su un solo termine e la formula coincide con l'enunciato del teorema di Binet.
- Se {\displaystyle m>n}, l'insieme {\displaystyle S} è vuoto ed il determinante è quindi nullo.
- Se {\displaystyle m<n}, l'insieme {\displaystyle S} consta di {\displaystyle {\binom {n}{m}}} elementi (il numero è descritto usando un coefficiente binomiale).

## Interpretazione nello spazio euclideo
Se {\displaystyle A} è una matrice reale {\displaystyle m\times n}, il determinante di {\displaystyle A^{t}A} è uguale al quadrato del volume {\displaystyle m}-dimensionale del parallelotopo in {\displaystyle \mathbb {R} ^{n}} generato dalle colonne di {\displaystyle A}.
La formula di Binet-Cauchy descrive quindi questa quantità come la somma dei quadrati dei volumi delle proiezioni ortogonali sui vari sottospazi coordinati di dimensione {\displaystyle m}. Nel caso {\displaystyle m=1}, queste proiezioni ortogonali sono segmenti, e si ritrova una formulazione del teorema di Pitagora.

## Relazione con il delta di Kronecker generalizzato
La formula di Cauchy–Binet è equivalente alla relazione:
{\displaystyle \det(L_{f}R_{g})=\sum _{S\in {\tbinom {[n]}{m}}}\det((L_{f})_{[m],S})\det((R_{g})_{S,[m]}),}
dove:
{\displaystyle L_{f}={\bigl (}(\delta _{f(i),j})_{i\in [m],j\in [n]}{\bigr )},\qquad R_{g}={\bigl (}(\delta _{j,g(k)})_{j\in [n],k\in [m]}{\bigr )}.}
Si ha inoltre:
{\displaystyle \delta _{g(1)\dots g(m)}^{f(1)\dots f(m)}=\sum _{k:[m]\to [n] \atop k(1)<\dots <k(m)}\delta _{k(1)\dots k(m)}^{f(1)\dots f(m)}\delta _{g(1)\dots g(m)}^{k(1)\dots k(m)}.}